# Abderrahmane Tlili
Abderrahmane Tlili (arabe : عبد الرحمن التليلي), né le 30 mars 1943 à Gafsa, est un homme d'affaires et homme politique tunisien.

## Biographie

### Homme d'affaires
Fils du syndicaliste Ahmed Tlili et de son épouse Fatma, Abderrahmane Tlili naît le 30 mars 1943. Il étudie à l'Institut français de presse à Paris et devient un activiste anarcho-révolutionnaire. Il prend part aux manifestations sur le boulevard Saint-Michel durant Mai 68, événements à la suite desquels il est expulsé de France. De retour à Tunis, il est recruté en 1973 par la Société tunisienne d'édition et de diffusion. En créant le premier syndicat de cette entreprise, il est aussitôt licencié.
Il effectue par la suite un court passage à l'Office de l'emploi et intègre ensuite l'Office national de l'huile (ONH) où il reste 17 ans de sa vie, dont onze en tant que PDG. Il est nommé à la tête de plusieurs grandes entreprises publiques durant les années 1980 et 1990. Il a notamment présidé la Société de transport pétrolier saharien de 1991 à 1995, la Compagnie franco-tunisienne de pétrole de 1995 à 1996 et la Société italo-tunisienne de pétrole,, des entreprises pétrolières publiques. En 2000, il devient le patron de l'Office de l'aviation civile et des aéroports (OACA) tunisien. Il est alors notamment chargé du projet d'aéroport international à Enfida dont les enjeux économiques sont importants pour le pays et qui ne verra le jour que dix ans plus tard.

### Carrière politique
Après une longue carrière comme homme d'affaires, il se lance à la fin des années 1980 dans la politique afin d'obtenir un siège de député. Mais de fortes inimitiés dans l'entourage du nouveau président Zine el-Abidine Ben Ali précipitent sa chute.
Membre de 1981 à 1988 du comité central du Parti socialiste destourien (PSD), successeur du Néo-Destour fondé par Habib Bourguiba le 2 mars 1934, et de son héritier le Rassemblement constitutionnel démocratique (RCD), fondé en février 1988 par Zine el-Abidine Ben Ali à la suite du renversement de Bourguiba le 7 novembre 1987, il fonde en novembre 1988, « à la demande du pouvoir » selon Ridha Kéfi, l'Union démocratique unioniste (UDU) dont il devient secrétaire général. Il devient commandeur de l'Ordre du 7 novembre en 1994 et grand officier de l'Ordre de la République en 1996.
Il représente son parti à l'élection présidentielle de 1999 où il remporte 0,23 % des suffrages contre 99,45 % pour le président en exercice. Le 28 juillet 2003, il est invité à la cérémonie d'ouverture du congrès du RCD. Le 6 août suivant, il est reçu en sa qualité de secrétaire général de l'UDU au palais présidentiel de Carthage. À sa sortie de l'audience avec le président, il annonce le soutien de l'UDU à la candidature de Ben Ali à la présidentielle de 2004. Certains militants du parti lui reprochent de ne pas avoir pris cette décision importante sans les consulter. Par cette action, selon le Comité pour le respect des libertés et des droits de l'homme en Tunisie, Tlili semble prendre ses distances, ne voulant plus jouer le rôle de « figurant » pour l'élection présidentielle de 2004.
Dans le cadre de l'élection présidentielle, il publie un livre intitulé La Tunisie au cœur ! les réflexions d'un candidat à la présidentielle de 1999 aux éditions de l'Orient.

### Affaires judiciaires
Alors qu'il croyait avoir obtenu une prolongation de son mandat à la tête de l'OACA pour une année supplémentaire et à compter de mars 2003, il est mis à la retraite le 21 août de la même année, soit deux semaines après son discours du 6 août. Six jours plus tard, le 27 août, il est agressé vers 11 heures du matin, devant le domicile de sa mère Fatma dans le quartier résidentiel d'El Menzah, par deux inconnus qui lui volent son cartable et deux cartons de documents déposés dans le coffre de sa voiture,. Sous la violence des coups, Tlili perd connaissance ; il est conduit à la clinique El-Aman à Mutuelleville où les médecins lui posent plusieurs points de suture sur la joue droite ; il a également des hématomes au niveau de l'œil droit.
Pendant ce temps, son successeur à la direction de l'OACA, qui a pris ses fonctions le 6 août et qui a été son adjoint lorsqu'il était à la tête de l'entreprise, ordonne rapidement un audit interne qui permet de constater que des abus ont été réalisés « dans d'importants marchés avec certains fournisseurs ». Une perquisition est effectuée dans son bureau ; il se voit par ailleurs notifier une interdiction de quitter le territoire tunisien. Une enquête parallèle menée par le Contrôle général des services publics ainsi que par « une dame proche de l'inculpé » — elle serait selon Ridha Kéfi l'une de ses collaboratrices « dont l'identité n'a pas été divulguée » — qui confirme ces abus. Tlili est alors incarcéré le 17 septembre à la prison civile de Tunis et se voit reprocher l'octroi illégal de marchés pour des travaux d'aménagement dans trois aéroports tunisiens en 2001, et ce au détriment de la société française Sodica.
Quelques jours plus tard, le 29 septembre, Ridha Kéfi rapporte dans Jeune Afrique que, selon un article publié à Paris par un opposant tunisien et le quotidien Al Chourouk, Tlili « aurait amassé frauduleusement une fortune colossale déposée dans des banques étrangères, notamment en Suisse et en Italie » et détiendrait des biens immobiliers en France et en Suisse. Un extrait de la Feuille d'avis officielle de la République et canton de Genève publié le 3 octobre est reproduit par ces accusateurs pour appuyer leurs allégations. Selon Kéfi, ces révélations ne sont pas étrangères au fait que Tlili avait été attaqué en justice pour escroquerie par un homme d'affaires tunisien réfugié en France. Selon Hedi Ben Amar de La Gazette du Maroc, dans un article publié le 1er février 2008, quelques jours après que Tlili ait entamé une seconde grève de la faim pour dénoncer ses conditions de détention, ce registre annonce la vente par ce dernier, au travers d'une société fiduciaire basée à Genève, d'un immeuble et de plusieurs habitations en Suisse pour un montant dépassant six millions de francs suisses. Or Tlili n'a jamais résidé en Suisse et ne dispose d'aucune source de revenus dans ce pays ; Ben Amar indique dans le même temps qu'il n'a jamais déclaré ses biens immobiliers aux autorités tunisiennes, ni justifié les fonds mobilisés pour les acquérir. Tlili aurait fondé dès 1975 une société de courtage à Genève, inscrite au registre du commerce local, qui a été liquidée en 2002 car elle devenait « trop voyante » selon Ben Amar. Celui-ci rapporte aussi que Tlili possédait de nombreux comptes courants en Europe et différentes cartes de crédit bancaires étrangères qu'il utilisait régulièrement.
Le 2 juin 2004, son cas est examiné par la Chambre criminelle du Tribunal de première instance de Tunis avant qu'il comparaisse devant la chambre criminelle de la cour d'appel de Tunis le 9 juillet. Celle-ci rejette les demandes de compléments du dossier ainsi que la citation et la confrontation de témoins à charge réclamées par les avocats de Tlili. Il est finalement condamné pour abus dans sa gestion de l'OACA à neuf ans de prison ferme et à une amende de 42,7 millions de dinars (27,773 millions d'euros) ; il est également condamné à une amende supplémentaire de 6,7 millions de dinars à titre de réparation du préjudice matériel subi par l'OACA et à 100 000 dinars pour le préjudice moral occasionné. Il est précisément reconnu coupable de « délits d'abus de pouvoir, de violation des procédures légales en matière de conclusion de marchés publics et de change ». Durant son procès, Tlili indique selon Ben Amar qu'il ignorait que « le transfert de fonds publics à l'étranger et l'acquisition de propriétés immobilières à l'étranger obéissaient à une réglementation bancaire précise ». Pour le Comité international de soutien à Abderrahmane Tlili et le Comité pour le respect des libertés et des droits de l'homme en Tunisie, « ni l'instruction judiciaire, ni le tribunal, n'ont pu établir la moindre preuve matérielle tangible justifiant ces peines ».

Il purge sa peine à la prison civile de Tunis où il suit, durant l'été 2006, une grève de la faim pour protester contre l'absence de soins médicaux adaptés à son âge et à ses maladies, particulièrement le diabète. Il entame une nouvelle grève de la faim le 15 janvier 2008 de plus de 37 jours.  Les autorités tunisiennes démentent cette action et dénoncent « une manœuvre visant à détourner l'opinion publique sur son véritable statut [de détenu de droit commun] ». Dans le communiqué de presse publié par sa famille et repris par l'Agence France-Presse le 24 janvier ainsi que par certains journaux français, comme Le Figaro ou encore Libération, Tlili dénonce par cette grève « les atteintes constantes à ses droits de détenu », « les mauvais traitements infligés en général aux prisonniers politiques » et « les violations permanentes des libertés » en Tunisie. Le Comité international de soutien à Abderrahmane Tlili rapporte le 9 février : 
« M. Abderrahmane Tlili souffre de plusieurs maladies graves, dont le diabète et la prostate. Il ne voit presque plus de son œil gauche. En raison des effets du diabète sur ses membres inférieurs, il marche difficilement obligé de faire ses prières assis sur une chaise. Le médecin de la prison lui a prescrit — à ce jour — plus d'une soixantaine de médicaments avec une moyenne d'environ dix prises par jour. Malgré les multiples demandes de sa famille, l'administration a toujours refusé de lui remettre le moindre bilan de santé. Il a été demandé aux rares spécialistes qui l'ont ausculté en prison de ne divulguer aucune information à la famille. »
Face à l'indifférence des autorités et aux contrevérités des premiers commentaires officiels niant, selon le CRLDHT, l'existence même de la grève de la faim d'Abderrahmane Tlili, sa mère Fatma entame également une grève de la faim le 12 février. Durant cette grève de la faim, le 14 février, une vingtaine de policiers en civil menaçants et vindicatifs empêche Fatma Ksila, secrétaire générale du CRLDHT, d'accéder à son domicile ; ils lui ordonnent de quitter le lieu sur le champ ; les autorités sont accusées de faire semblant « d'ignorer la gravité de la situation ». La CRLDHT dénonce comme « intolérable et criminel » le caractère délibéré et entêté de la « désinformation » à laquelle elles ont recours. Un appel pressant est lancé pour que les pressions nationales et internationales se renforcent. Tlili et sa mère renouvellent leur volonté de ne pas stopper l'action entamée et à laquelle les autorités opposent pour le CRLDHT « une indifférence criminelle faisant fi des risques très graves qu'ils encourent ».
Selon le CRLDHT, la libération de Tlili a été réclamée par plusieurs personnalités pour qu'il puisse retrouver sa famille et qu'il se soigne dans une structure adéquate.

### Libération
À la suite de la chute de Ben Ali durant la révolution tunisienne, Abderrahmane Tlili est libéré le 17 janvier 2011. Le Quotidien d'Oran du 20 janvier rapporte qu'il a « appris avec une joie stupéfaite la révolution en cours et le départ précipité de Ben Ali, l'instigateur de son embastillement ». À sa sortie de prison, ce prisonnier politique était incarcéré depuis huit ans et placé en isolement depuis décembre 2010.

## Vie privée
Son épouse, le docteur Saloua Tlili, meurt le 3 juin 2003 à la suite d'une chute du premier étage du hall de l'aéroport international de Tunis-Carthage où se trouvent alors les bureaux de son époux. Selon des amis du couple, elle souffre alors d'une dépression nerveuse et se serait suicidée. 
Abderrahmane Tlili a deux fils, dont l'un était interdit de quitter le territoire tunisien en septembre 2009.